# Leptochelia
Leptochelia is een geslacht van naaldkreeftjes uit de familie van de Leptocheliidae.

## Soorten
- Leptochelia barnardi Brown, 1957
- Leptochelia billambi Blazewicz-Paszkowycz & Bamber, 2012
- Leptochelia brasiliensis (Dana, 1849)
- Leptochelia caldera Bamber & Costa, 2009
- Leptochelia daggi Bamber, 2005
- Leptochelia dijonesae Bamber, 2008
- Leptochelia elongata Larsen & Rayment, 2002
- Leptochelia erythraea (Kossman, 1880)
- Leptochelia forresti (Stebbing, 1896)
- Leptochelia guduroo Bamber, 2008
- Leptochelia ignota (Chilton, 1884)
- Leptochelia itoi Ishimaru, 1985
- Leptochelia karragarra Bamber, 2008
- Leptochelia longichelipes (Lang, 1973)
- Leptochelia longimana Shiino, 1963
- Leptochelia lusei Bamber & Bird, 1997
- Leptochelia minuta Dana, 1849
- Leptochelia mirabilis Stebbing, 1905
- Leptochelia myora Bamber, 2008
- Leptochelia nobbi Bamber, 2005
- Leptochelia opteros Bamber, 2008
- Leptochelia savignyi (Krøyer, 1842)
- Leptochelia tanykeraia Bamber, 2009
- Leptochelia tarda Larsen & Rayment, 2002
- Leptochelia tenuicula Makkaveeva, 1968
- Leptochelia timida Brown, 1958
- Leptochelia vimesi Bamber, 2005